# Financiarul
Financiarul este un cotidian de știri financiare din România, înființat în ianuarie 2008 și deținut de grupul de media Intact Media Group.
Directorul general al publicației este Gabriela Vrânceanu Firea, realizator TV și director editorial la Săptămâna Financiară.